# Ford Anglia

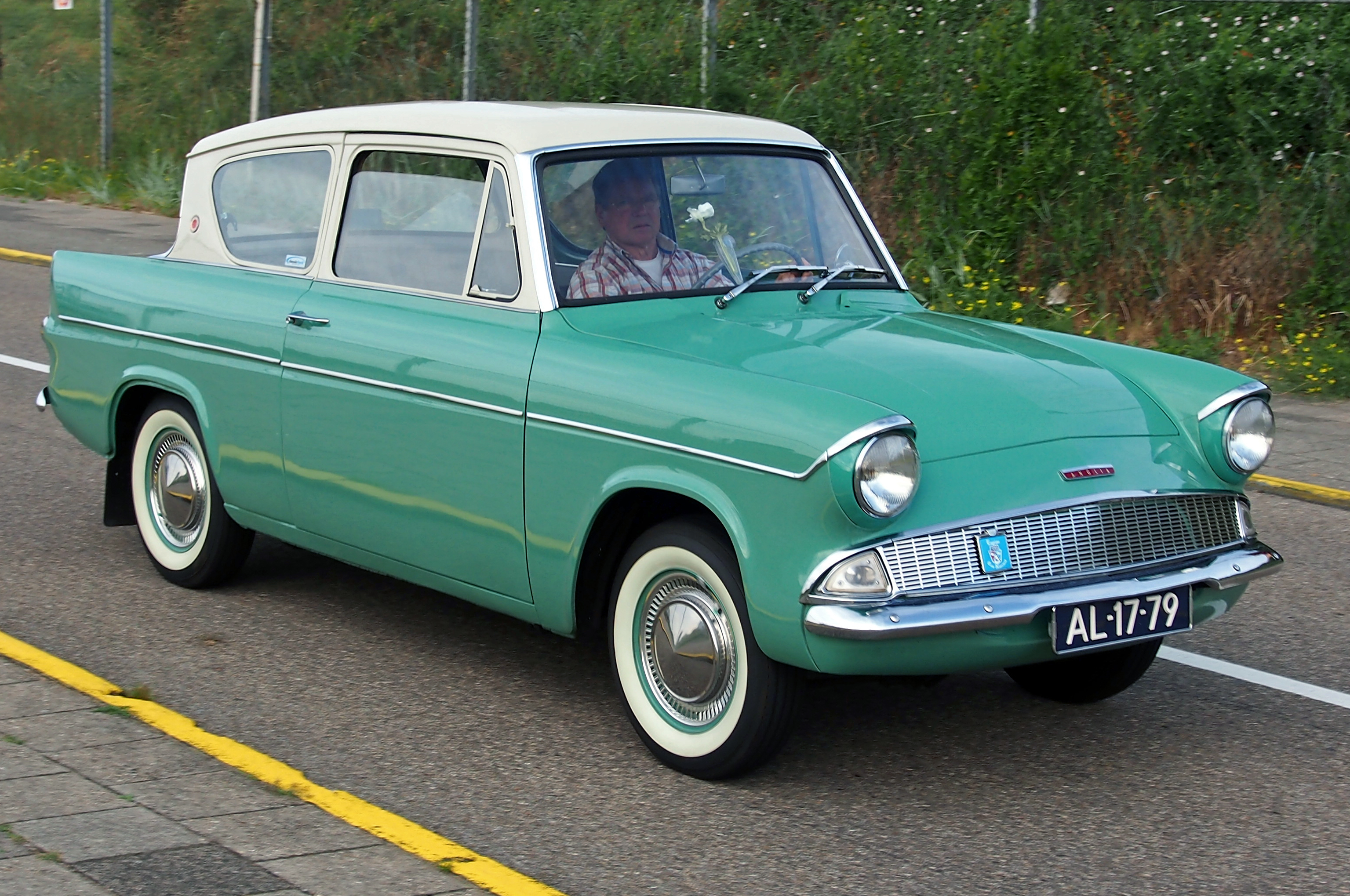
Ford Anglia.

El Ford Anglia fue un coche fabricado por Ford en el Reino Unido. Es un modelo afín al Ford Prefect y al posterior Ford Popular. La denominación Ford Anglia corresponde a cuatro modelos de coches fabricados entre 1939 y 1967.
Se fabricaron 1.594.486 Anglias, antes de que le sustituyera el Ford Escort.

## En la cultura popular
En la novela fantástica escrita por la británica J. K. Rowling Harry Potter y la cámara secreta, Ron Weasley rescata a Harry Potter en un Ford Anglia encantado que vuela y se hace invisible; cuando los chicos no pueden cruzar el andén 9 y 3/4 tienen que huir, así que usan el automóvil para volar a Hogwarts. Al llegar, éste se avería y aterriza violentamente en el Sauce Boxeador. Después del ataque, el coche se vuelve salvaje y se interna en el Bosque Prohibido. Más adelante, sale al rescate, cuando ambos amigos van a visitar a Aragog, la araña gigante, en busca del monstruo que habita la Cámara de los Secretos. Después de ponerlos a salvo junto a la cabaña de Hagrid el coche se vuelve a internar y no se le ve más en el resto de la película, ni en la saga en general.
- Datos: Q1133667
- Multimedia: Ford Anglia / Q1133667